# نووصفروو (شهرستان چیشمینسکی، باشقیرستان)
نووصفروو (انگلیسی: Novosafarovo, Chishminsky District, Republic of Bashkortostan) یک شهرک در شهرستان چیشمینسکی در استان باشقیرستان کشور روسیه است.